# San Francisco del Chañar
San Francisco del Chañar es la localidad cabecera del departamento Sobremonte, provincia de Córdoba, República Argentina.
Se encuentra a 207 km de la capital provincial Córdoba, con la que se comunica a través de la Ruta Nacional 9, que se toma a través de la ruta provincial 22. Con la vecina provincia de Santiago del Estero enlaza a través de la ruta provincial 18.
Santo patrono: San Francisco Solano, 24 de julio.

## Geografía

### Características del paisaje
La localidad se alza en las estribaciones de las sierras de Ambargasta y Sumampa, en el límite con la provincia santiagueña. Dichos cordones montañosos se elevan de forma suave entre el complejo lacustre de Salinas de Ambargasta - Salinas Grandes, al oeste, y el curso bajo del Río Dulce que da lugar a la Laguna Mar Chiquita, al este.

### Población
Cuenta con 3074 habitantes (Indec, 2022), lo que representa un incremento del 26,5% frente a los 2257 habitantes (Indec, 2010) del censo anterior.
| Gráfica de evolución demográfica de San Francisco del Chañar entre 1947 y 2022 |
|                                                                                |
| Fuente: Censos nacionales del INDEC                                            |

## Historia
Pintoresca e histórica villa ubicada en el norte de Córdoba, sobre el antiguo Camino Real que unía Buenos Aires con el Alto Perú. El general  Manuel Belgrano pasó por el pueblo en su último viaje. En las calles del pueblo desfilaron en avances o retiradas los ejércitos de Lamadrid y Lavalle. A unos pocos kilómetros del pueblo murió en un encuentro con fuerzas de Santa Fe el caudillo entrerriano Francisco Ramírez, al procurar salvar de manos enemigas a su amada Delfina. También, por las viejas calles pasó don Facundo Quiroga con sus huestes, en persecución de Lamadrid. Y, en fin, en San Francisco del Chañar, en una casa del pueblo vivió parte de su infancia el doctor Ramón J. Cárcano, estadista, jurisconsulto, escritor, político y dos veces gobernador de la provincia de Córdoba. En el sanatorio José J. Puente, leprosario muy renombrado que se ubicaba a 8 km del pueblo, pasó una temporada Ernesto "Che" Guevara, de visita a su amigo Alberto Granado, que se desempeñaba como bioquímico el dicho nosocomio, experiencia que lo lanzó definitivamente a su viaje por Latinoamérica y lo impulsó a ser el personaje que conocemos.

## Turismo
Por su gran riqueza arquitectónica, a la iglesia de San Francisco del Chañar se la denomina la “catedral del norte cordobés”. En su interior se pueden admirar interesantes reliquias litúrgicas en buen estado de conservación.

## Parroquias de la Iglesia católica en San Francisco del Chañar
| Prelatura territorial | Deán Funes           |
| --------------------- | -------------------- |
| Parroquia             | San Francisco Solano |